# 김장환 (목회자)
김장환(金章煥, Billy Kim, 1934년 7월 25일 - )은 대한민국의 목회자이자 수원중앙침례교회를 설립하고 침례회세계연맹 총재를 역임하였다. 1973년 여의도에서 빌리 그래함 목사의 통역으로 한국교회에 크게 알려지게 되었다.

## 학력
- 밥 존스 대학교 학사 그리고 신학 석사
- 캠밸 대학 명예박사
- 사우스 웨스턴 침례신학대학원 명예박사
- 미국 트리니티 신학대학원 명예박사

## 경력
- 단테제일침례교회 목사
- 수원중앙침례교회 담임목사
- 십대선교회 회장
- 극동방송 사장
- 명지학원 제7대 이사장
- 아세아지역침례교연맹 회장
- 침례교세계연맹 총재

## 같이 보기
- 빌리 그레이엄
- 한국의 목회자 목록